# 産めよ殖やせよ
産めよ殖やせよ（うめよふやせよ、産めよ増やせよ）とは、かつて厚生省予防局優生課が発表したナタリスト政策のスローガン（国策標語）。またその一連の家族計画運動のこと。

## 概要
1939年（昭和14年）9月30日、阿部内閣厚生省予防局優生課の民族衛生研究会は、ナチス・ドイツの「配偶者選択10か条」に倣い「結婚十訓」を発表する。この第十条の『生めよ育てよ国の為』が語源となり転じて「殖（増）やせよ」が一般的になった。
結婚十訓
一. 一生の伴侶として信頼出来る人を選べ
二. 心身共に健康な人を選べ
三. お互いに健康証明書を交換せよ
四. 悪い遺伝の無い人を選べ
五. 近親結婚は成るべく避けよ
六. 成るべく早く結婚せよ
七. 迷信や因習に捉われるな
八. 父母長上の意見を尊重せよ
九. 式は質素に届は当日
十. 産めよ育てよ国の為

この結婚十訓は、日中戦争、満蒙開拓移民で出生率低下に危機感を強めた当時の政府から発表された。その後、1941年（昭和16年）1月、近衛文麿内閣の閣議決定により「人口政策確立要綱」が制定される。この人口政策確立要綱は、当時7300万人だった日本帝国の軍国主義を支えるため、1950年（昭和25）年における内地総人口1億人を目指し、初婚年齢を3歳引き下げて男性25歳、女性21歳とする人口増強策の提示と、国の理想である「一家庭に子供5人」を実現するために独身税、婚資貸付検討を含め国民への上からの呼びかけとなっていた。 「産児報国」「結婚報国」などもスローガンに、総力戦に必要な人的資源を確保するための人口政策となった。

日本の合計特殊出生率(TFR)と出生数(1000人単位)の推移。TFR=2.1が人口置換水準。